# Eurylister bakewelli
Eurylister bakewelli är en skalbaggsart som först beskrevs av Sylvain Auguste de Marseul 1864.  Eurylister bakewelli ingår i släktet Eurylister och familjen stumpbaggar. Inga underarter finns listade i Catalogue of Life.